# Charles Cagniard de la Tour
Charles Cagniard de la Tour (ur. 31 maja 1777 w Paryżu, zm. 5 lipca 1859 tamże) – francuski fizyk, baron.
Prowadził badania w dziedzinie akustyki, 1819 wynalazł syrenę, którą zastosował do określania częstotliwości drgań tonu. Przeprowadzał również doświadczenia nad zachowaniem się cieczy i ich par w wysokich temperaturach (1822 zaobserwował stan krytyczny eteru) i z dziedziny biologii - 1838 wykazał, że fermentacja alkoholowa jest wywoływana przez żywe organizmy.